# Ефимовские
Ефимовские — русский графский род.

## Происхождение и история рода
Происходит от литовца Михаэля Иоахима (в православии Михаила Ефимовича) мужа Анны Самуиловны Скавронской - сестры императрицы Екатерины I, в 1725 году они переехали в Россию и в 1727 году были пожалованы деревнями, а их сыновья Иван и Андрей Ефимовские в 1742 году получили от императрицы Елизаветы Петровны, приходившейся им двоюродной сестрой, графские титулы.
Род Ефимовских был внесён в V часть родословных книг Московской и Орловской губерний.

## Известные представители
- Ефимовский, Андрей Михайлович (1717—1767) — камергер, гофмаршал, генерал-аншеф.
- Ефимовский, Иван Михайлович (1715—1748) — генерал-поручик, Александровский кавалер.

## Описание герба
Щит разделён на четыре части, посреди которого в красном щитке горизонтально означена полоса, составленная из голубых и серебряных шахмат и золотая сабля, острием обращённая вверх. В первой и четвёртой частях, в золотом поле, виден до половины вылетающий чёрный двуглавый коронованный орёл.
Вторая и третья части разрезанные начетверо, составляют крестообразно красное и серебряное поля, с изображением в красном поле по четыре одна над другою золотые луны рогами вверх, а на серебре по три красного цвета розы; посредине же сих двух частей в золотом щитке находится по одному жаворонку.
Весь щит покрыт Графскою короною, на поверхности которой поставлен шлем, увенчанный дворянскою короною со страусовыми перьями, на коих видна золотая луна и над перьями красная роза. Намёт на щите голубого, красного и чёрного цветов, подложенный золотом в серебром. Щит держат два страуса. Герб рода графов Ефимовских внесён в Часть 7 Общего гербовника дворянских родов Всероссийской империи, стр. 3.